# Черіті тюнер
«Черіті тюнер» (англ. Charity Tuner‎) — громадська організація, яка займається моніторингом неприбуткового сектору в Україні. Її мета полягає в перевірці та сертифікації згідно з міжнародними стандартами українських неприбуткових організацій, зокрема таких, що займаються фандрейзингом.

## Історія
Ініціативна група на чолі з київськими активістами Павлом Новіковим та Катериною Жук почала діяльність у січні 2013 року. Її зусилля у той період були спрямовані на промоцію європейських практик: прозорої звітності та суспільного контролю діяльності грантових організацій, а також відповідальності бізнесу перед суспільством.
ГО «Черіті тюнер» зареєстровано в жовтні 2015 року. Перший проект організації(з лютого 2015 року) — кампанія проти діяльності «скринькарів» та шахраїв, які збирали кошти, видаючи себе за волонтерів. Основними досягненнями кампанії можна назвати інформування суспільства щодо критеріїв доброчесності благодійних організацій і проведення заходів із підвищення пильності громадян.
За результатами інформаційної кампанії було розроблено законопроект 3215
З 2016 року засновники ГО беруть участь в громадській дискусії навколо низки законопроектів Верховної ради, спрямованих на протидію зловживанням у сфері благодійництва.
З червня 2017-го «Черіті тюнер» співпрацює з International Committee on Fundraising Organizations (ICFO). Під час конференції ICFO в Берліні засновники «Черіті тюнер» презентували стан розвитку громадянського суспільства в Україні та отримали дорожню карту для країни з приєднання до міжнародного комітету ICFO.
29 червня 2017 року почав діяти сайт організації [Архівовано 30 січня 2019 у Wayback Machine.].
У 2017 «Черіті Тюнер» долучається до групи розробників Законопроекту 7397 «Про аудіовізуальні телерадіопослуги» в частині запровадження Медіа Громад.
З 2016 року експерти «Черіті Тюнер» консультують міжнародні організації, бізнес-асоціації та представників органів державної влади з питань прозорої та підзвітної діяльності, а також проводять круглі столи, тренінги та семінари з питань, що стосуються виконання Місії організації. Переважна більшість заходів проводиться на волонтерських засадах.
В травні 2018-го «Черіті тюнер» офіційно затверджено в якості ICFO Supporting Member. З червня того ж року організація офіційно впроваджує в Україні міжнародні стандарти прозорості та порядності ICFO.
У вересні-грудні 2018 року «Черіті Тюнер» реалізував спільний проект з Deutsches Zentralinstitut für soziale Fragen(DZI) та Інтерньюз Україна щодо посилення співпраці між неприбутковими організаціями Німеччини та України в напрямку впровадження європейських стандартів прозорості та порядності.
14.12.2018 у Києві в рамках проекту відбувся Перший Український Форум Медіа Громад (лінк), під час якого ухвалено спільну декларацію та зафіксовано курс на створення Асоціації Медіа Громад та подальшу інтеграцію до європейської та світової спілки. Форум був підтриманий офісом Ради Європи в Україні в рамках проекту «Партнерство заради кращого урядування».

## Діяльність
- Перевірка та аналіз роботи благодійних, волонтерських та громадських організацій.
- Запровадження системи незалежної оцінки та сертифікації. Класифікація НПО за системою: «надійні», «сумнівні», «безнадійні»[25].
- Підтримка фондів та громадських організацій. Допомога з налаштуванням робочих процесів відповідно до міжнародних стандартів.
- Консультування бізнес-сектору щодо впровадження практик корпоративної соціальної відповідальності та благодійності.
- Співпраця з Верховною Радою та урядом України у реформуванні українського законодавства, що регулює діяльність громадських та благодійних організацій[16].